# SN 2006dk
SN 2006dk – supernowa typu II odkryta 25 czerwca 2006 roku w galaktyce NGC 4161. W momencie odkrycia miała maksymalną jasność 16,30m.